# Labu Api (plaats)
Labu Api is een bestuurslaag in het regentschap West-Lombok van de provincie West-Nusa Tenggara, Indonesië. Labu Api telt 3732 inwoners (volkstelling 2010).